# Petrikauer Privileg (1388)
Im Petrikauer Privileg wurden dem polnischen Adel politische Vorrechte eingeräumt. Es wurde am 29. Februar 1388 vom polnischen König Władysław II. Jagiełło im zentralpolnischen Piotrków Trybunalski erlassen.

## Inhalt
Władysław wurde 1385 durch Heirat zum polnischen König. Die Akzeptanz des polnischen Adels musste er sich durch eine Reihe von Privilegien sichern. Mit dem Petrikauer Privileg bestätigte König Władysław den polnischen Adel das Krakauer Privileg von 1386. Zudem präzisierte er, dass bei einem Feldzug ins Ausland dem Ritter drei Griwna pro Lanze zustehen. Zugleich bestätigte die althergebrachten Rechte, die dem Adel von seinen Vorgängern gewährt wurden.
Bereits 1386 hatte Władysław als Großfürst von Litauen den litauischen bzw. ruthenischen Bojaren Privilegien zugestanden, die den bisherigen Rechten des polnischen Adels ähnelten.
Władysław, der fast fünfzig Jahre als König von Polen regierte erließ noch im 15. Jahrhundert eine Reihe weiterer Privilegien, um den Adel für seine Kriegspläne gegen den Deutschen Orden zu gewinnen und die Thronfolge seiner Söhne zu sichern, da Polen eine Wahlmonarchie war.